# Kasugamycin
Kasugamycin ist ein Aminoglycosid-Antibiotikum, welches aus Streptomyces kasugaensis isoliert wurde. Kasugamycin wirkt durch Hemmung der 50S-Untereinheit bakterieller Ribosome und somit der Proteinbiosynthese. Es wurde 1965 durch Hamao Umezawa, der auch Kanamycin und Bleomycin entdeckt hatte, gefunden.

## Verwendung
Kasugamycin wird im Reis-, Kartoffel-, Paprika- und Tomatenanbau verwendet. Es dient zur Bekämpfung von Erwinia atroseptica und Cladosporium fulvum im Tomatenanbau sowie Xanthomonas campestris pv. vesicatoria im Tomaten- und Paprikaanbau. Die Verbindung hat eine starke vorbeugende Wirkung auf Pyricularia oryzae.

## Zulassung
In den Staaten der EU und in der Schweiz sind keine Pflanzenschutzmittel mit diesem Wirkstoff zugelassen.